# Lupinus polyphyllus
Espèce
Lupinus polyphyllus, le Lupin des jardins ou Lupin à folioles nombreuses, est une espèce de plantes à fleurs originaire de l’ouest de l’Amérique du Nord.

## Habitat
La plante est présente naturellement à l’ouest de l’Amérique du Nord, du sud de l'Alaska et de la Colombie-Britannique à l'Alberta et au Wyoming, jusqu'au sud de la Californie et de l'Utah. Elle se rencontre le long des routes, elle est commune au bord des ruisseaux et préfère les milieux humides.
La plante a été introduite, en tant que plante ornementale, en Europe au XIXe siècle. Elle se cultive dans les jardins, mais a été largement remplacée par le lupin de Russell, avec lequel elle est très souvent confondue.
L'espèce est considérée comme envahissante dans divers pays d'Europe du Nord et en Nouvelle-Zélande, mais il s'agit généralement de formes hybrides de type Lupin de Russell ou bien de Lupinus × pseudopolyphyllus (Lupinus polyphyllus × Lupinus nootkatensis) échappées des champs et des jardins.

## Description
La plante vivace peut atteindre une taille comprise entre 60 centimètres et 1 mètre.
La fleur est bleu-mauve, mais parfois rose à blanche.

## Liste des sous-espèces et variétés
Selon Tropicos (25 mai 2013) (Attention liste brute contenant possiblement des synonymes) :
- Lupinus polyphyllus subsp. arcticus (S. Watson) L.Ll. Phillips
- Lupinus polyphyllus subsp. bernardinus (Abrams ex C.P. Sm.) Munz
- Lupinus polyphyllus subsp. polyphyllus
- Lupinus polyphyllus subsp. superbus (A. Heller) Munz
- Lupinus polyphyllus var. albiflorus Lindl.
- Lupinus polyphyllus var. albiflorus Orcutt
- Lupinus polyphyllus var. ammophilus (Greene) Barneby
- Lupinus polyphyllus var. burkei (S. Watson) C.L. Hitchc.
- Lupinus polyphyllus var. grandifolius (Lindl. ex J. Agardh) Torr. & A. Gray
- Lupinus polyphyllus var. humicola (A. Nelson) Barneby
- Lupinus polyphyllus var. pallidipes (A. Heller) C.P. Sm.
- Lupinus polyphyllus var. polyphyllus
- Lupinus polyphyllus var. prunophilus (M.E. Jones) L.Ll. Phillips
- Lupinus polyphyllus var. saxosus (Howell) Barneby